# اچ‌ام‌ان‌زداس ماناوانویی (ای۰۹)
اچ‌ام‌ان‌زداس ماناوانویی (ای۰۹) (به انگلیسی: HMNZS Manawanui (A09)) یک کشتی است که طول آن 43 metres می‌باشد. این کشتی در سال ۱۹۸۸ ساخته شد.